# Plusia miniana
Plusia miniana är en fjärilsart som beskrevs av Schultz 1905. Plusia miniana ingår i släktet Plusia och familjen nattflyn. Inga underarter finns listade i Catalogue of Life.